# Atriplex procumbens
Atriplex procumbens là loài thực vật có hoa thuộc họ Dền. Loài này được Less. mô tả khoa học đầu tiên năm 1834.